# Народные силы обороны Уганды
Народные силы обороны Уганды (НСОУ, англ. Uganda People's Defence Force) — национальные вооружённые силы Уганды. Ранее именовались как Национальная армия сопротивления. Состоят из сухопутных войск, флота и Воздушного крыла Народных сил обороны Уганды.
Международный институт стратегических исследований оценивает их общую численность в 45 тысяч человек, включая флот и военно-воздушные силыРанее правительство страны подверглось критике за подготовку к боевым действиям детей начиная с 13 лет. В настоящее время всеобщая воинская повинность отсутствует, и вооружённые силы комплектуются на контрактной основе.
Соединенные Штаты Америки оказывают значительную поддержку вооруженным силам Уганды, главным образом предоставляя военных инструкторов и денежные гранты. Военный бюджет в 2014 году составил 342 млн долларов, при том что в 1999 году бюджет составляет только 95 миллионов долларов.

## История
После того как в октябре 1962 года Уганда провозгласила свою независимость, началось формирование национальных вооружённых сил. Британские офицеры, оставшиеся в стране, первоначально составили основу высшего командования армии. Но вскоре они были смещены. Первые десятилетия характеризовались внутренними расколами, коррупцией и враждой между различными этническими группами. Новые правители, пришедшие к власти, занимались укреплением армии, назначая на командные должности людей своей этнической группы или своего региона. Они пользовались политическими привилегиями и использовались для подавления внутренних беспорядков в политических целях.
Армия в 1996–1997 годах с началом Первой конголезской войны участвовала в пограничных операциях. С конца 1990-х годов НСОУ находится в вооруженном конфликте на севере Уганды с повстанческой группировкой «Господня армия сопротивления».
В настоящее время Вооружённые силы Уганды, по сравнению с соседними странами, относительно хорошо вооружены, в основном техникой производства России, Китая и США.

## Сухопутные войска
Согласно данным Международного института стратегических исследований, сухопутные войска Уганды в 2007 году имели 5 дивизий (в каждой по 5 бригад), одну танковую и одну артиллерийскую бригаду.
Состав:
- 1-я дивизия — штаб-квартира в Какири (район Вакис)
- 2-я дивизия — штаб-квартира в Мбарара
- 3-я дивизия — штаб-квартира в Мбале
- 4-я дивизия — штаб-квартира в Гулу
- 5-я дивизия — штаб-квартира в Падер
- Отдельная танковая бригада — штаб-квартира в Масака
- Отдельная артиллерийская бригада — штаб-квартира в Масака

### Техника и вооружение
Техника и вооружение сухопутных войск НСОУ с 2000 годов пополняется новыми образцами. Так поступили на вооружение Т-90С, БТР-80А, RG-33, а Т-34, БТР-152, БРДМ-2 и ЗПУ-4 были сняты. В настоящее время продолжается использование устаревших танков Т-54/Т-55, плавающих ПТ-76, бронетехники БМП-2, Panhard AML, Ferret, БРДМ-1 и БТР-60. Стрелковое вооружение представлено АК-47, тип 56, VZ.61, Uzi, HK G3, FN MAG, HK21 и РПД.
| Бронетехника                               | Бронетехника | Бронетехника                                  | Бронетехника        | Бронетехника |                          |
| Название                                   | Изображение  | Тип                                           | Страна производства | Количество   | Примечание               |
| Танки                                      | Танки        | Танки                                         | Танки               | Танки        |                          |
| ------------------------------------------ | ------------ | --------------------------------------------- | ------------------- | ------------ | ------------------------ |
| Т-54, Т-55                                 |              | Средний танк/Основной боевой танк             | СССР                | 185          | 140 T-54/T-55 45 T-55AM2 |
| Тип 85-IIM                                 |              | Основной боевой танк                          | Китай               | 123          |                          |
| Т-72                                       |              | Основной боевой танк                          | СССР                | 50           | 40 T-72A 10 T-72B1       |
| Т-90С                                      |              | Основной боевой танк                          | Россия              | 40           |                          |
| ПТ-76                                      |              | Лёгкий плавающий танк                         | СССР                | 20           |                          |
| Боевые машины пехоты                       |              |                                               |                     |              |                          |
| БМП-2                                      |              | Боевая машина пехоты                          | СССР                | 32           |                          |
| Боевые разведывательно-дозорные автомобили |              |                                               |                     |              |                          |
| Panhard AML                                |              | Боевой разведывательно-дозорный автомобиль    | Франция             | 40           |                          |
| Ferret                                     |              | Разведывательно-дозорный автомобиль           | Великобритания      | 7            |                          |
| БРДМ-1                                     |              | Бронированная разведывательно-дозорная машина | СССР                | 98           |                          |
| Буксируемая артиллерия                     |              |                                               |                     |              |                          |
| М-30                                       |              | 122-мм буксируемая гаубица                    | СССР                | 18           |                          |
| Д-30                                       |              | 122-мм буксируемая гаубица                    | СССР                | 9            |                          |
| М-46                                       |              | 130-мм буксируемая пушка                      | СССР                | 8            |                          |
| Cardom                                     |              | 120-мм мортира                                | Израиль             | 18           |                          |
| БМ-82                                      |              | 82-мм миномёт                                 | СССР                | н.д.         |                          |
| 61-К                                       |              | 37-мм зенитная пушка                          | СССР                | 20           |                          |
| Самоходная артиллерия                      |              |                                               |                     |              |                          |
| ATMOS 2000                                 |              | 155-мм самоходная артиллерийская установка    | Израиль             | 6            |                          |
| БМ-21 «Град»                               |              | 122-мм реактивная система залпового огня      | СССР                | 20           |                          |
| RM-70                                      |              | 122-мм реактивная система залпового огня      | Чехословакия        | 6            |                          |
| Бронетранспортеры                          |              |                                               |                     |              |                          |
| БТР-60                                     |              | Бронетранспортёр                              | СССР                | 15           |                          |
| БТР-80А                                    |              | Бронетранспортёр                              | Россия              | 32           |                          |
| OT-64 SKOT                                 |              | Бронетранспортёр                              | Чехословакия        | 4            |                          |
| Mamba (БТР)                                |              | Бронетранспортёр                              | ЮАР                 | 40           |                          |
| Бронеавтомобили                            |              |                                               |                     |              |                          |
| Buffel                                     |              | Бронеавтомобиль                               | ЮАР                 | 20           |                          |
| Casspir                                    |              | Бронеавтомобиль                               | ЮАР                 | 42           |                          |
| RG-31 Nyala                                |              | Бронеавтомобиль                               | ЮАР                 | 15           |                          |
| RG-33L                                     |              | Бронеавтомобиль                               | США                 | 10           |                          |
| Внедорожники                               |              |                                               |                     |              |                          |
| SAMIL Trucks                               |              | Грузовой внедорожник                          | ЮАР                 | 450          |                          |
| Инженерная техника                         |              |                                               |                     |              |                          |
| Chubby                                     |              | Машина обнаружения мин                        | ЮАР                 | 1            |                          |
| БТС-4                                      |              | Бронированный тягач                           | СССР                | 2            |                          |
| ВТ-55А                                     |              | Ремонтно-эвакуационная машина                 | Чехословакия        | н/д          |                          |

## Военно-воздушные силы
Национальные военно-воздушные силы Уганды называется Воздушное крыло Народных сил обороны Уганды. Базирование осуществляется в международном аэропорту Энтеббе и в аэропорту Накасонгола. 
12 августа 2012 года три вертолёта Ми-24 потерпели крушение в Кении в районе горы Кения на пути в Сомали для выполнения миротворческой миссии. В сентябре 2012 стало известно о том, что «Рособоронэкспорт» ведёт переговоры о поставке Уганде ещё шести истребителей Су-30МК2. В 2012 году «Рособоронэкспорт» также договорился о поставке в Уганду шести многоцелевых вертолётов Ми-17.

## Военно-морской флот
Военно-морской флот состоит из речной и озёрной компонентов. Общий состав насчитывает 400 человек. На вооружении имеется 8 речных патрульных катеров для патрулирования реки Нил и озера Виктория.